# 위대한 수업, 그레이트 마인즈
《위대한 수업, 그레이트 마인즈》는 평일 밤 11시 40분 부터 12시까지 EBS 1TV에서 방송하는 교양 프로그램이다.